# Канобио
Кано̀био (на италиански: Cannobio, на местен диалект: Canöbi, Каньоби) е градче и община в Северна Италия, провинция Вербано-Кузио-Осола, регион Пиемонт. Разположено е на 214 m надморска височина, на западния бряг на езеро Лаго Маджоре. Населението на общината е 5203 души (към 2012 г.).